# Vlag van Noord-Korea

Vlag van Noord-Korea (ratio 1:2)

Vlag van Noord-Korea, 1948-1992

De vlag van Noord-Korea bestaat uit een brede horizontale rode baan tussen twee smallere blauwe banen, van elkaar gescheiden door twee witte lijnen; in de rode baan staat een rode ster op een witte schijf. De vlag werd op 8 september 1948 aangenomen als nationale vlag. De grootte van de cirkel en ster wordt vergroot in 1992. Deze vlag is streng verboden onder de nationale veiligheidswet in Zuid-Korea vanwege de associatie met het heersende Noord-Koreaanse regime en is alleen toegestaan in zeer uitzonderlijke gevallen, zoals media-aandacht, drama en film, en internationale sportevenementen.

## Symboliek

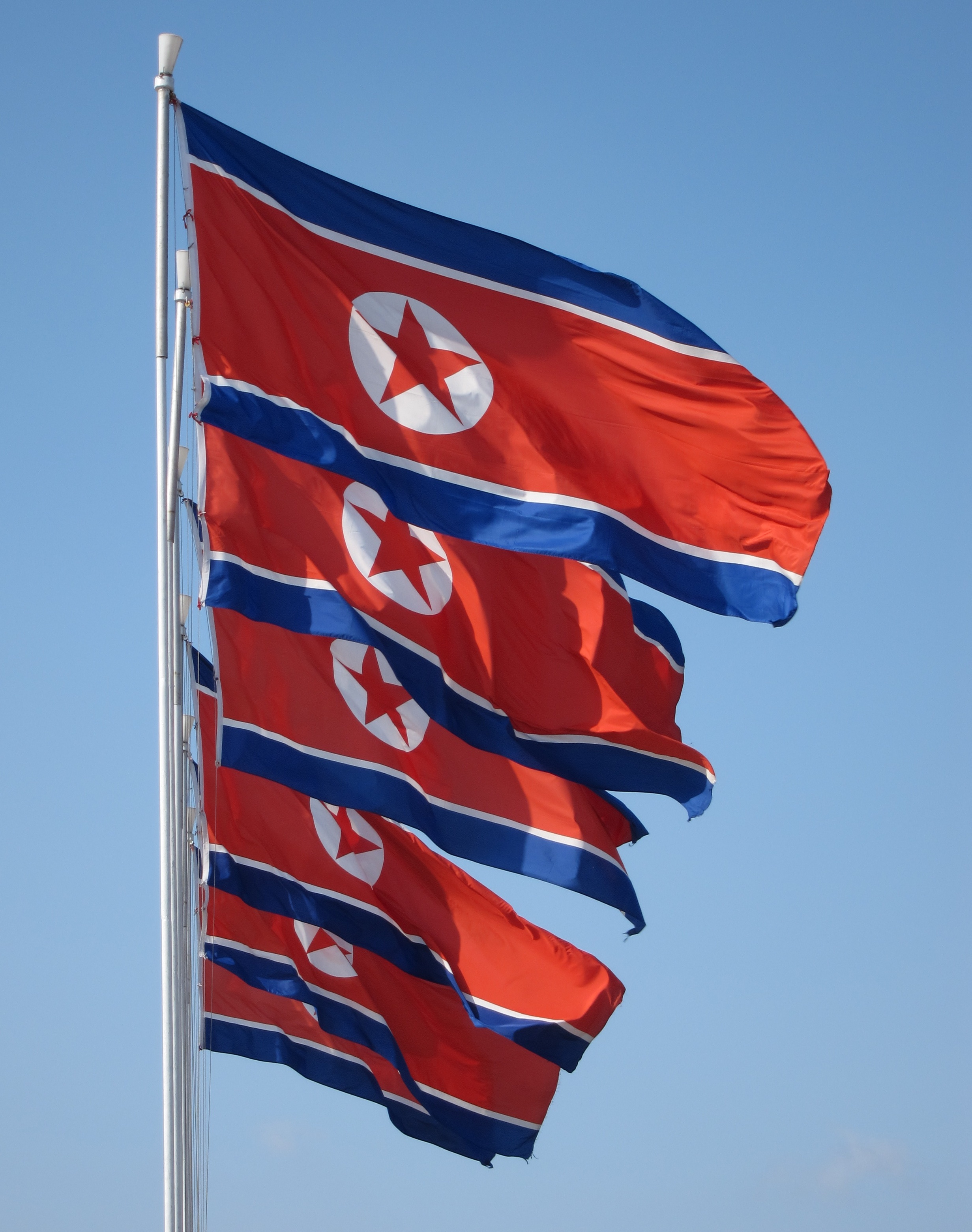
Aantal vlaggen aan stokken

De rode ster staat voor het communisme en is geplaatst op een witte schijf die mogelijk op het Yin Yang-symbool betrekking heeft. Dat is een symbool dat in de Koreaanse cultuur wordt gebruikt.
De kleur rood vertegenwoordigt revolutionair patriottisme. De blauwe strepen impliceren de "Aspiratie van de Koreaanse mensen zich met de revolutionaire mensen van de gehele wereld te verenigen en voor de overwinning van het idee van onafhankelijkheid, vriendschap en vrede te strijden."

## Ontwerp
De Noord-Koreaanse nationale vlag is officieel gedefinieerd in artikel 170 van hoofdstuk VII van de Grondwet van Noord-Korea. Volgens dit artikel:
De nationale vlag van de Democratische Volksrepubliek Korea bestaat uit een centraal rood paneel, dat zowel boven als onder wordt begrensd door een smalle witte streep en een brede blauwe streep. Op het centrale rode paneel staat een vijfpuntige rode ster in een witte cirkel bij de hijs.
De verhouding tussen de breedte en de lengte is 1:2.

## Vlag van Kijŏng-dong

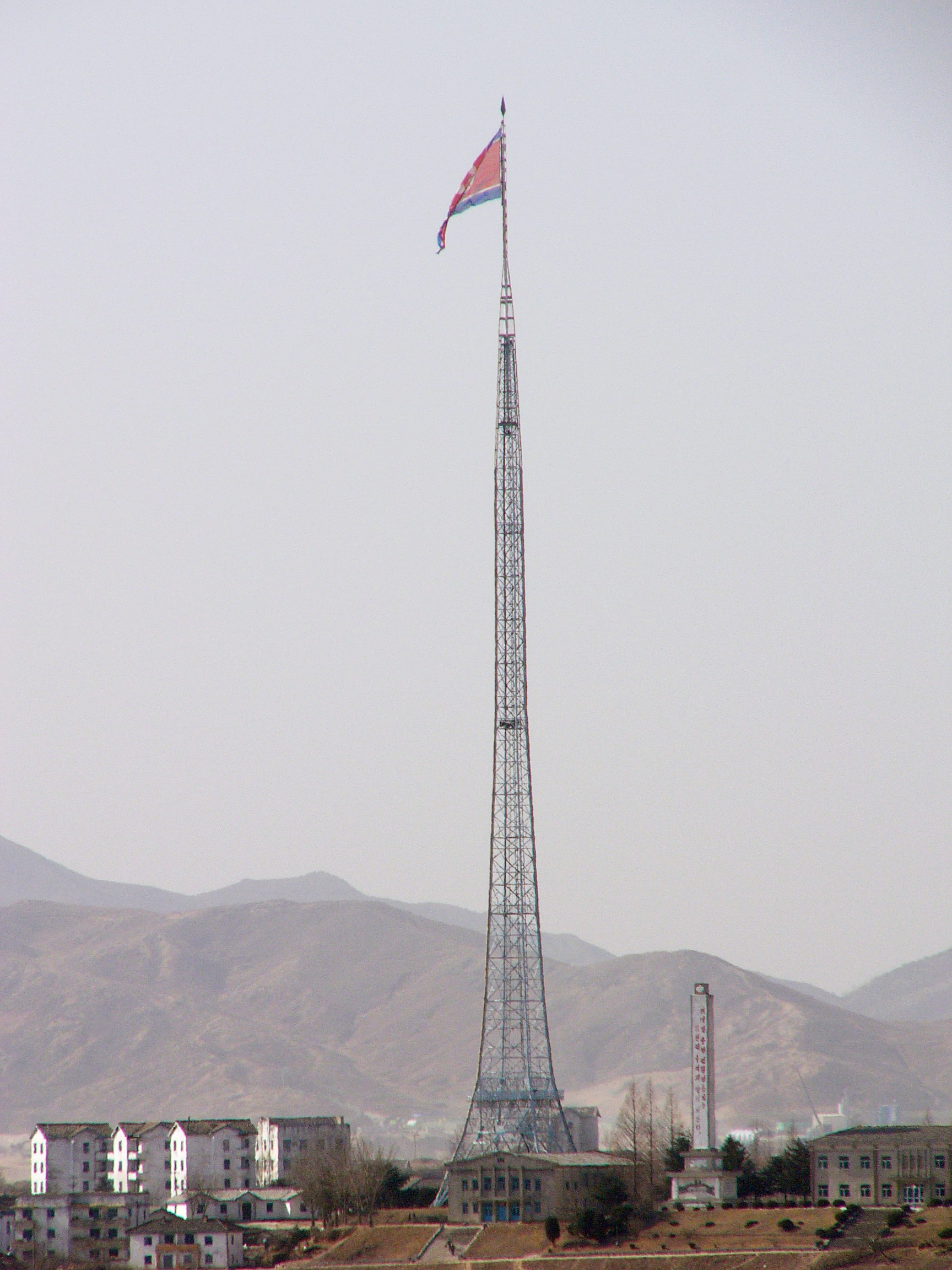
De vlaggenmasten in Kijŏng-dong

In Kijŏng-dong, een dorp aan de Noord-Koreaanse zijde van de gedemilitariseerde zone, wappert een 136 kilo wegende vlag aan een van de hoogste vlaggenmasten ter wereld (160 meter). Deze vlaggenmast was eerst lager, maar toen een vlaggenmast in Daeseong-dong (aan de overkant van de DMZ in Zuid-Korea) verhoogd werd, werd die van Kijŏng-dong ook verhoogd.
Eind jaren zeventig loofde de Zuid-Koreaanse president Chun Doo-hwan een half miljoen dollar uit voor degene die de vlag van de vlaggenmast van Kijŏng-dong haalt en bij de presidentiële residentie afgeeft.

## Historische vlaggen
Tussen het einde van de Tweede Wereldoorlog en de oprichting van de Democratische Volksrepubliek Korea in 1948 was er de vlag van het Voorlopig Volkscomité.
|  | Vexillologisch symbool voor een buiten gebruik gestelde vlag | Vexillologisch symbool voor een buiten gebruik gestelde vlag |

## Overige vlaggen
Het Volksleger, de strijdkrachten en de marine van Noord-Korea hebben elk hun eigen vlag, net als de Koreaanse Arbeiderspartij en opperbevelhebber Kim Jong-un.
| Vexillologisch symbool voor een tweezijdige vlag, waarvan de zijden ongelijk zijn | Vexillologisch symbool voor een tweezijdige vlag, waarvan de zijden ongelijk zijn |  |

## Zie ook

Verticale vlag